# Dex Rock
Дејан Дражић (Кикинда, 30. август 2000), познат као Dex Rock (транскр.  Декс Рок), српски је јутјубер. Један је од најпознатијих јутјубера из Србије.

## Биографија
Рођен је 30. августа 2000. у Кикинди. Одрастао је у оближњем Мокрину, где живи са породицом.